# Preben Lund
Preben Lund (født 1955) er en dansk journalist, forfatter og tidligere fængselsbetjent.
Lund har studeret jura og var fra 1981 ansat ved Kriminalforsorgen som fængselsbetjent.
Han blev uddannet som journalist fra Danmarks Journalisthøjskole i 1996 og har siden været ansat ved P4 Midt & Vest, Grønlands Radio i Nuuk og som journalist og studievært ved DR's Radioavisen. Efter 30.000 radioaviser sluttede han søndag 21. november 2021 klokken 21:00 - med ordene "Det skal nok gå alt sammen". Han er dog tilknyttet radioavisen som freelancer efter at være gået på pension, så han kan stadig lejlighedsvist høres i radioen. En bevæget Preben Lund sagde endeligt farvel til lyttere og kolleger i radioavisen kl 22 d 31.12.2024. 
Som forfatter har Lund blandt andet udgivet Sindssyg i gerningsøjeblikket i 2011 med Peter Kramps erindringer og refleksioner efter en karriere som retspsykiater.
Året efter udgav han bogen Statsadvokaten om Birgitte Vestbergs arbejde.
Lund har desuden skrevet Vlado: Goddag, det er færdselspolitiet,
JOHN - Frihedskæmper og charmør om frihedskæmperen Svend Otto Nielsen samt andre bøger om politiarbejde.[kilde mangler]